# Caryocar cuneatum
Caryocar cuneatum är en tvåhjärtbladig växtart som beskrevs av Max Carl Ludwig Wittmack. Caryocar cuneatum ingår i släktet Caryocar och familjen Caryocaraceae. Inga underarter finns listade i Catalogue of Life.